# Amt Neuhaus
Amt Neuhaus is een gemeente in de Duitse deelstaat Nedersaksen, gelegen in het Landkreis Lüneburg. Deze plattelandsgemeente telt 4.986 inwoners.

## Geografie
Amt Neuhaus heeft een oppervlakte van 237,16 km². Het ligt in een polderlandgebied langs de noordoever (rechteroever) van de Elbe.
Het bestaat uit 7 Ortschaften, te weten:
- Dellien/Sückau, incl. Preten
- Haar, incl. Darchau, Klein Banratz, Konau, ten zuiden van hoofddorp Neuhaus
- Kaarßen, incl. Bitter, Brandstade, Herrenhof, Laave, Privelack, Rassau, Stixe (ten noorden van Hitzacker en ten oosten van het dorp Neuhaus)
- Neuhaus (zetel van het gemeentebestuur), incl. Rosien
- Stapel, incl. Gutitz, Pommau, Vockfey, Zeetze
- Sumte incl. Gülstorf, Krusendorf, Neu Garge, Niendorf, Stiepelse, Viehle (het meest westelijke gedeelte van de gemeente)
- Tripkau, incl. Bohnenburg, Gosewerder, Laake, Pinnau, Raffatz, Strachau, Wehningen, Wilkenstorf (het meest oostelijke gedeelte van de gemeente)

## Infrastructuur
De voornaamste verkeersweg in de gemeente is de Bundesstraße 195.
Er rijdt, ook op zondagen, een belbus van het aan de Spoorlijn Berlijn - Hamburg gelegen station Boizenburg/Elbe in Boizenburg via Neu-Bleckede en o.a. Neuhaus naar Darchau v.v.. Openbaar vervoer in de gemeente is verder beperkt tot enkele schoolbusdiensten, die 's morgens vroeg één rit in de richting van de onderwijsinstellingen uitvoeren, en 's middags, na het uitgaan van de scholen, enkele ritten in de omgekeerde richting.
Het gehucht Herrenhof, behorende tot Ortschaft Kaarßen, heeft een voetveerverbinding over de Elbe met Hitzacker. Ook tussen Darchau en Neu Darchau vaart een veerpont, Fähre Tanja. Op de tweede pont kan men ook per auto de Elbe oversteken.

## Geschiedenis
Na de Tweede Wereldoorlog kwam het gebied in de DDR te liggen. In 1990 bij de Duitse hereniging, hoorde Amt Neuhaus tot het land Mecklenburg-Vorpommern. Bij een referendum in 1993 koos de grote meerderheid van de inwoners voor aansluiting bij Nedersaksen, waartoe het gebied historisch ook behoorde. In een verdrag tussen beide Bondslanden werd vervolgens de wens van de bevolking gevolgd en ging het over naar Nedersaksen.

## Galerij

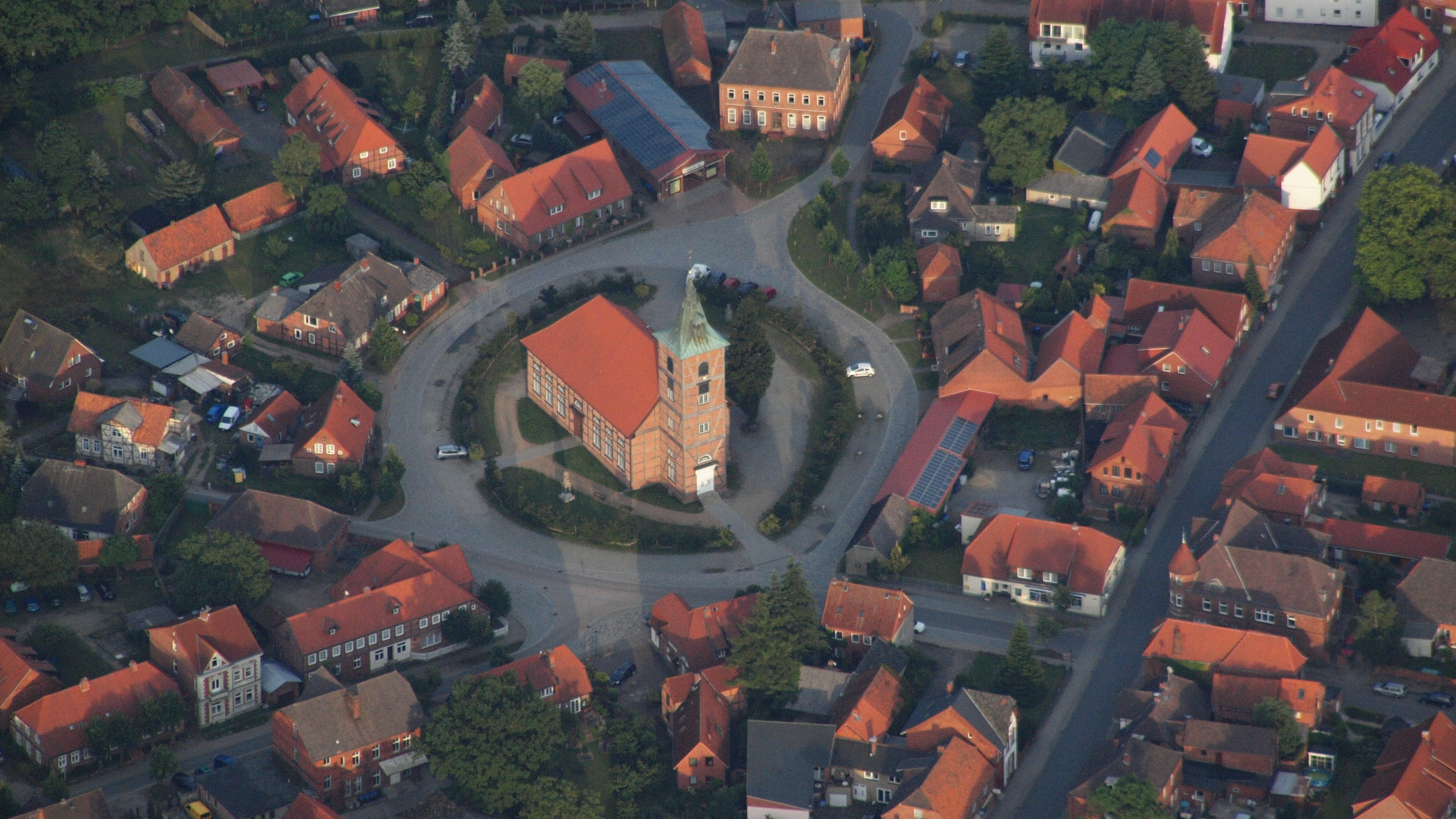
Dorpskern van Neuhaus
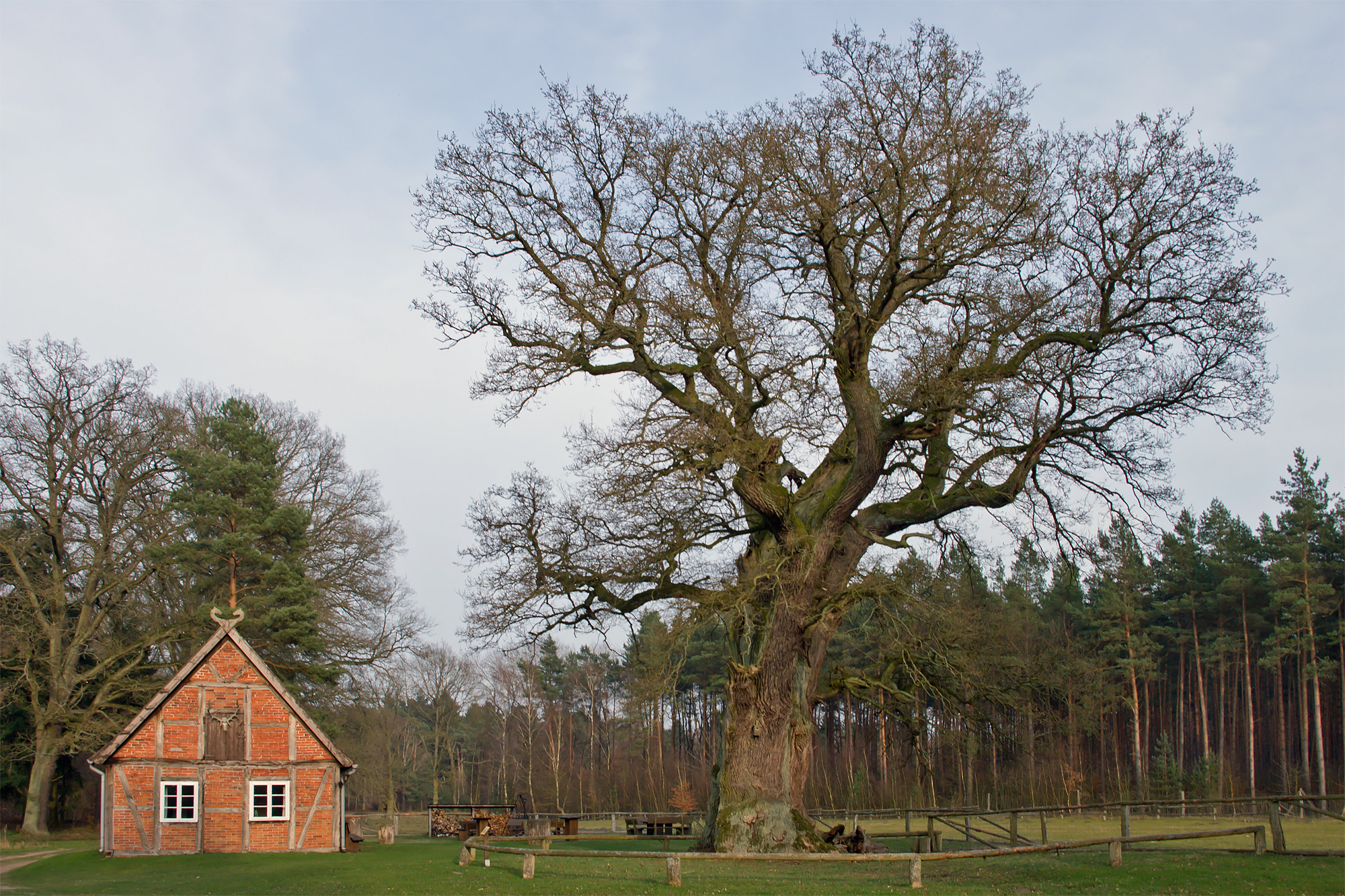
700-jarige eik
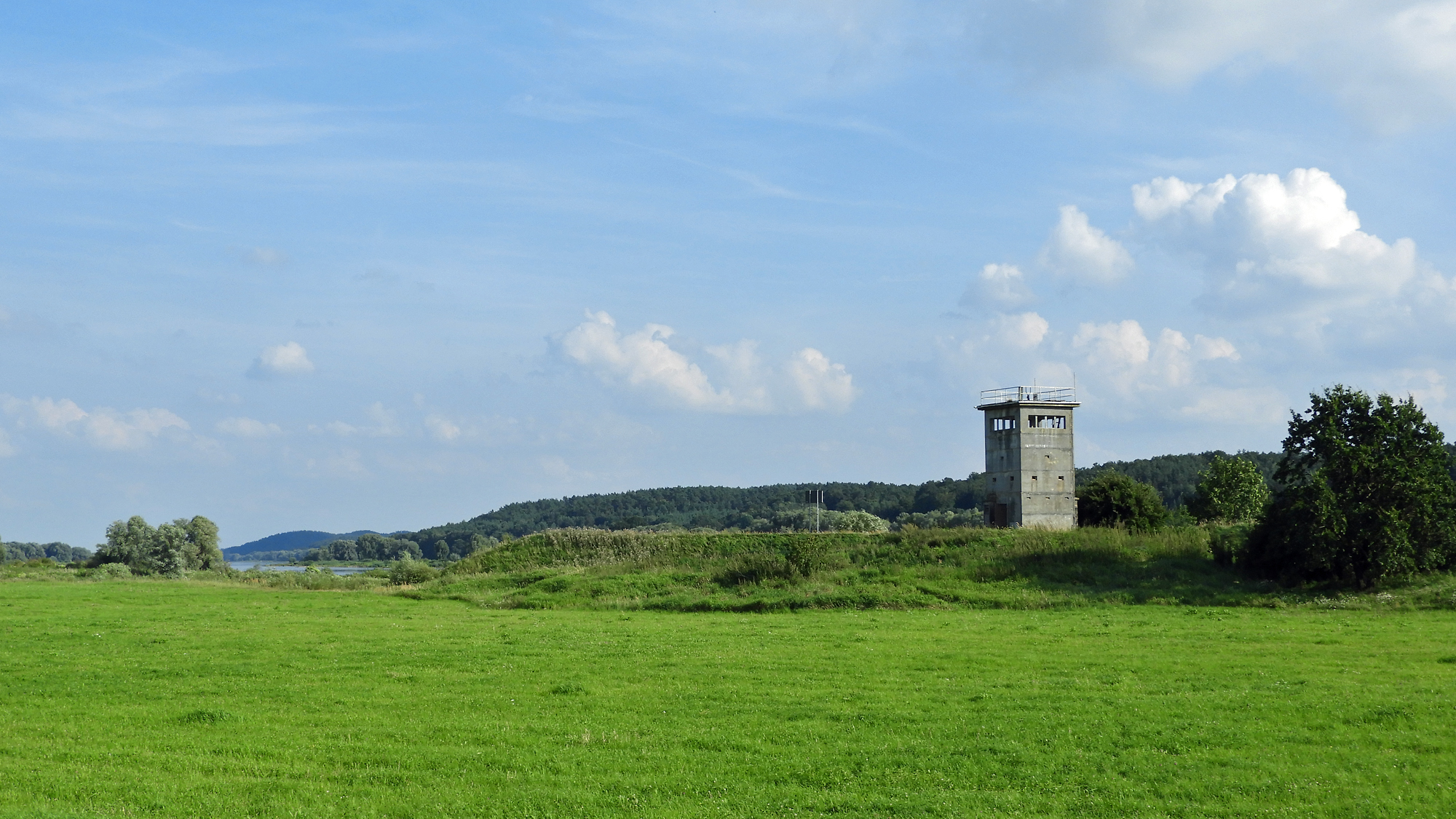
Ruïne van een DDR-grenswachttoren, Darchau
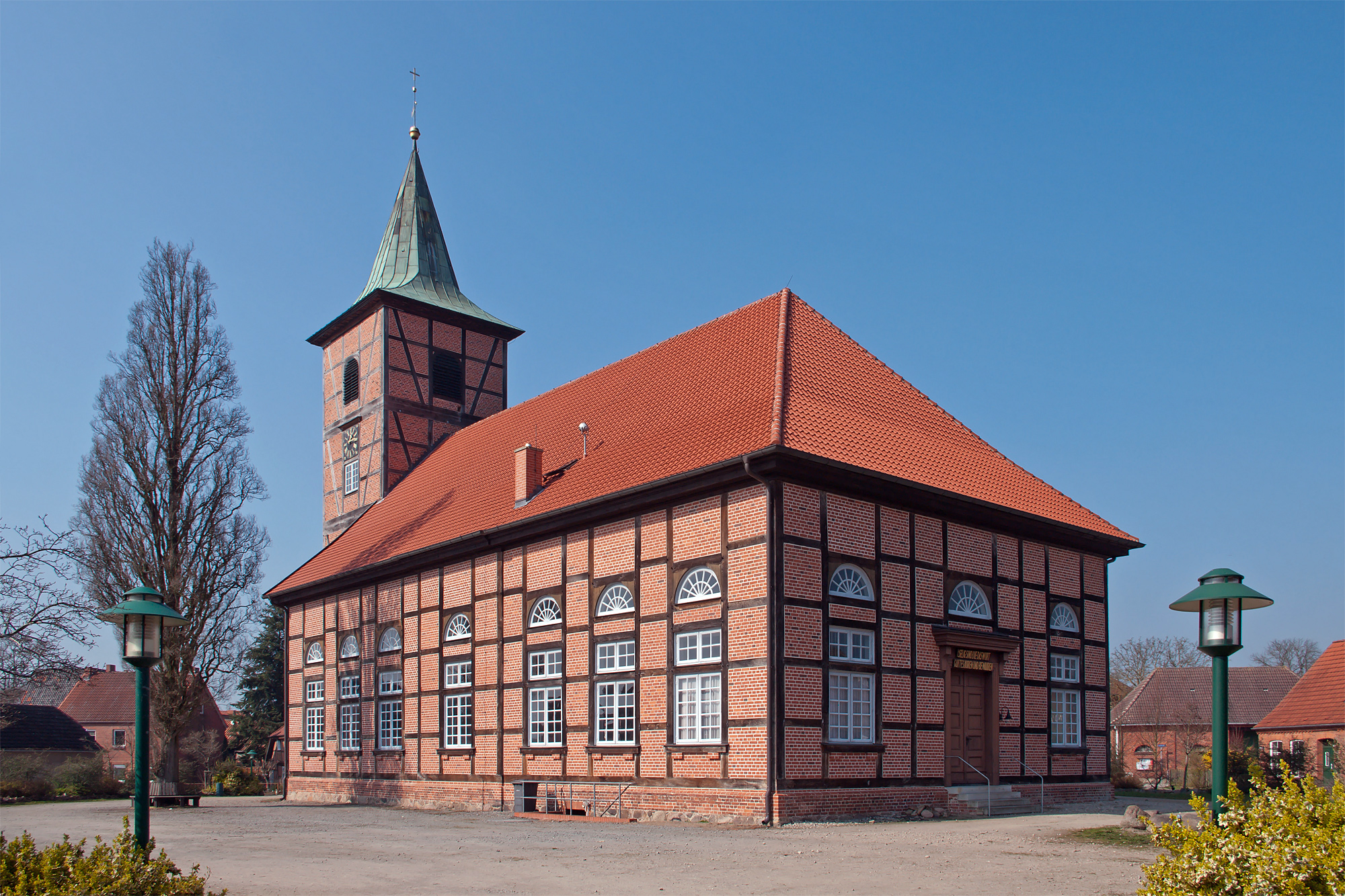
Evang.-lutherse kerk, Neuhaus
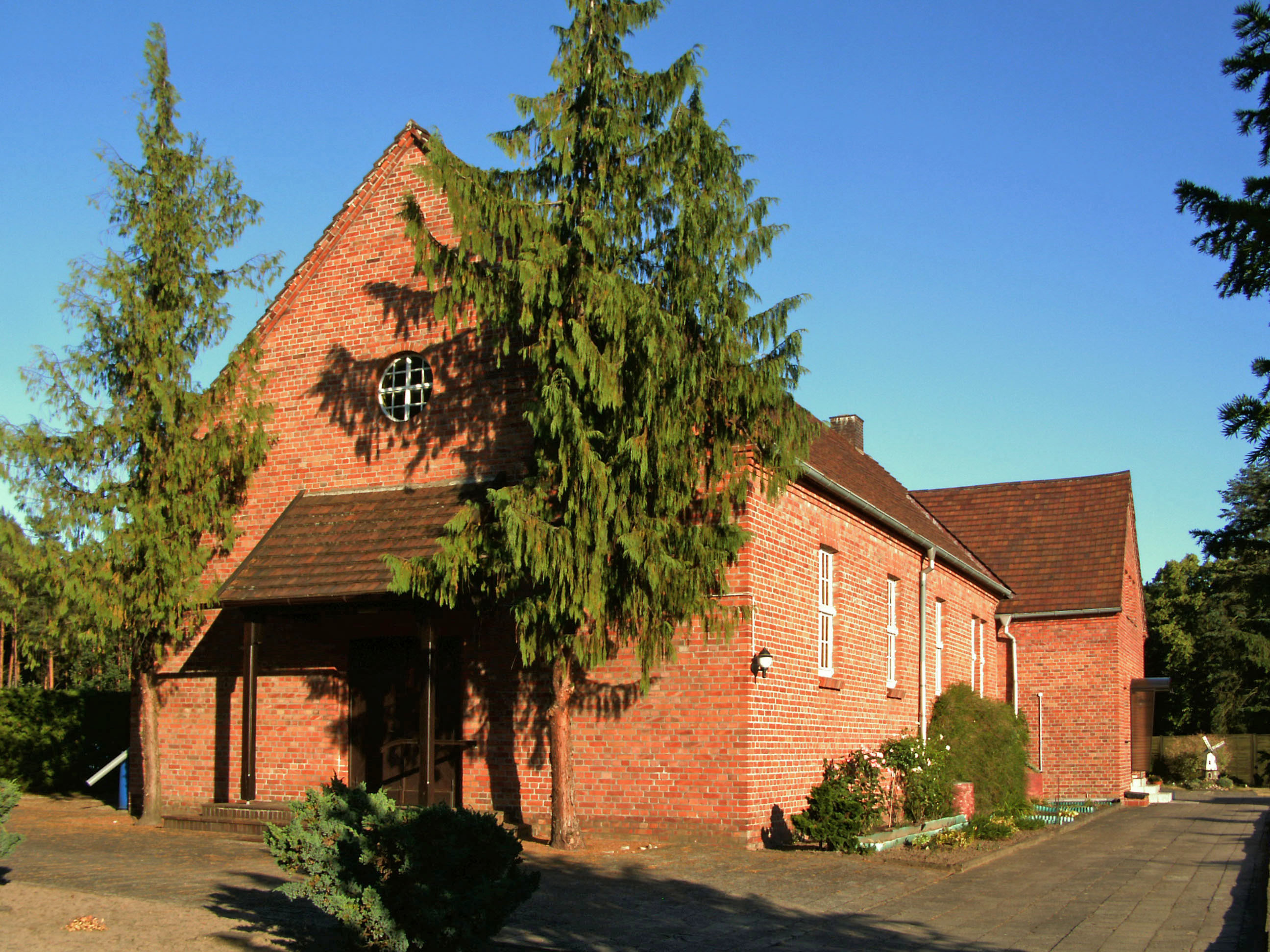
R.K. kerk, Neuhaus
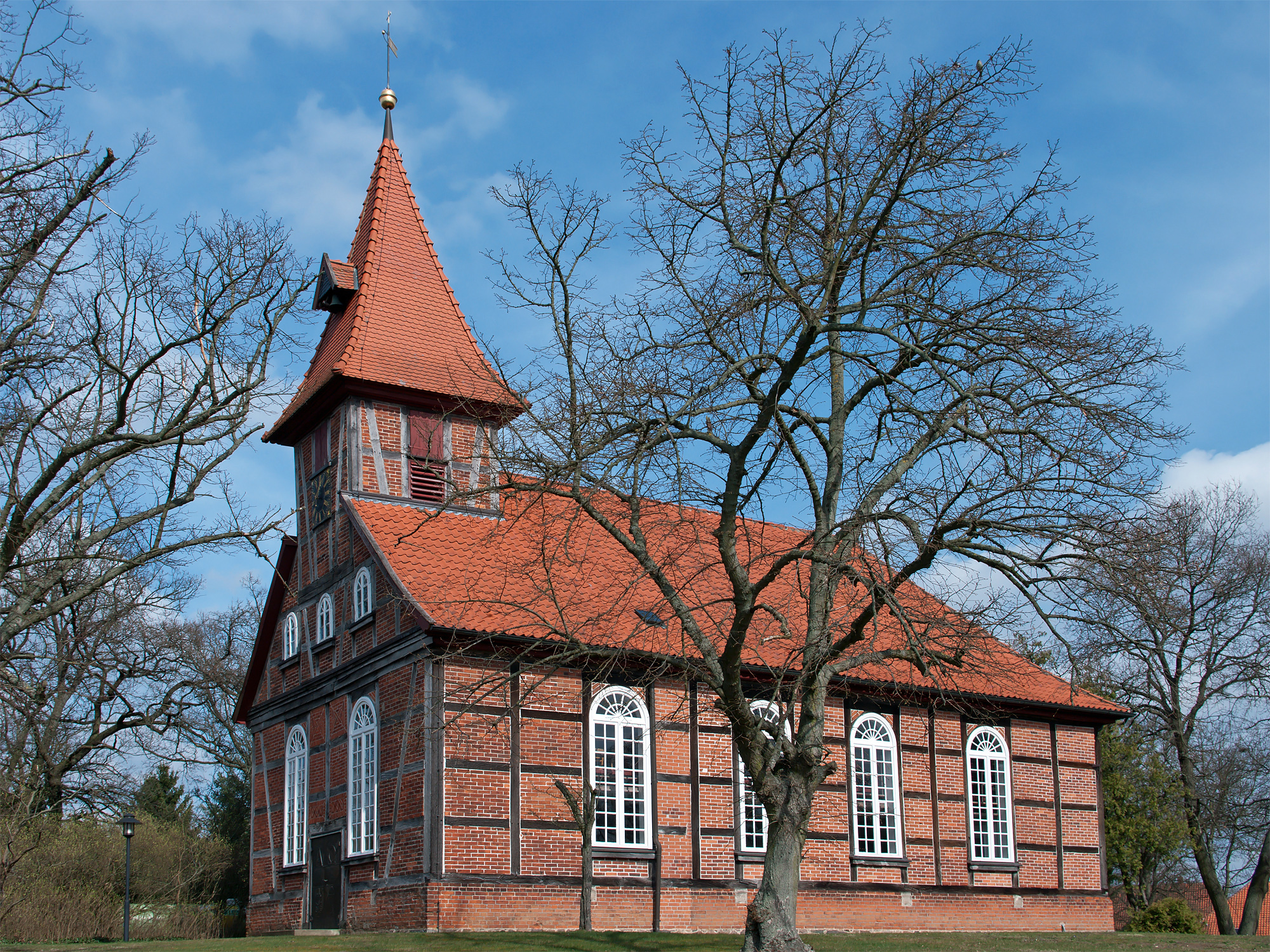
Mariakerkje, Kaarßen
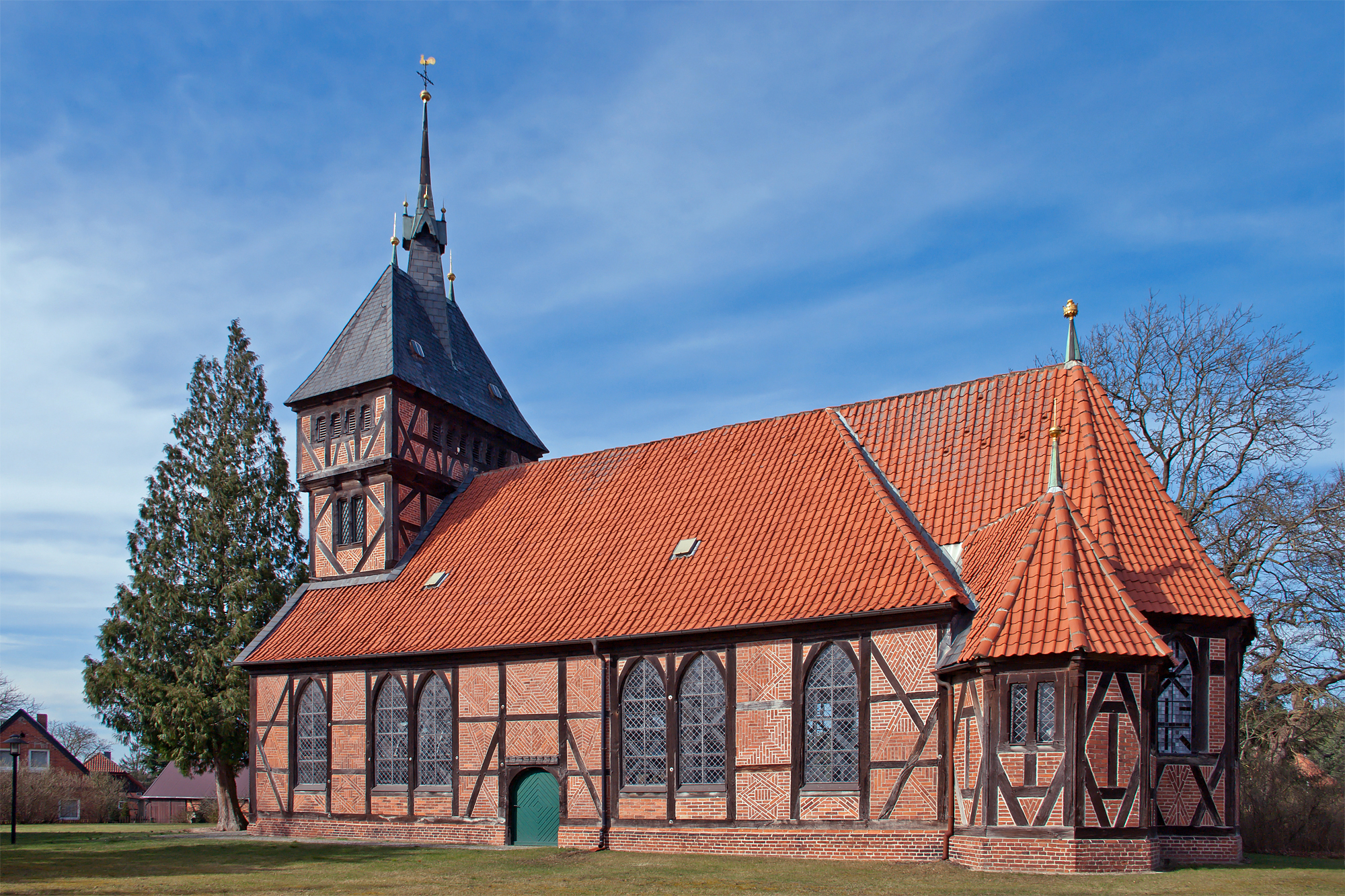
Kerkje van Tripkau, hersteld in 1998

## Bezienswaardigheden
De gemeente ligt grotendeels in landschaps- en natuurbeschermingsgebieden (Elbtalaue, oeverlandreservaten langs de Elbe, met in het noorden van de gemeente ook enkele bossen). De voornaamste bron van inkomen is de landbouw en in mindere mate het toerisme.
Verscheidene dorpen in de gemeente hebben een kleine, oude, evangelisch-lutherse kerk, die in een aantal gevallen na die Wende is gerestaureerd.

## Geboren
- Carl Peters (27 september 1856 – 10 september 1918), Duits avonturier en koloniaal bestuurder.
- Jürgen Schult (11 mei 1960), discuswerper